# Manuel Mónaco
Manuel Mónaco (Bragado, 11 maggio 2002) è un calciatore argentino, centrocampista del Sarmiento (J).

## Caratteristiche tecniche
È un centrocampista offensivo.

## Carriera
Mónaco è cresciuto nel settore giovanile del Sarmiento (J), ed ha firmato il suo primo contratto professionistico il 18 febbraio 2022. Ha debuttato in prima squadra il 29 gennaio 2023 nell'incontro di Primera División pareggiato 0-0 contro l'Instituto (C). ed ha segnato il suo primo gol l'8 aprile dello stesso anno nell'incontro di campionato vinto 2-0 contro l'Argentinos Juniors.

## Statistiche

### Presenze e reti nei club
Statistiche aggiornate al 2 aprile 2024.
| Stagione        | Squadra         | Campionato      | Campionato | Campionato | Coppe nazionali | Coppe nazionali | Coppe nazionali | Coppe continentali | Coppe continentali | Coppe continentali | Altre coppe | Altre coppe | Altre coppe | Totale | Totale | Totale |
| Stagione        | Squadra         | Comp            | Pres       | Reti       | Comp            | Pres            | Reti            | Comp               | Pres               | Reti               | Comp        | Pres        | Reti        | Pres   | Reti   |        |
| --------------- | --------------- | --------------- | ---------- | ---------- | --------------- | --------------- | --------------- | ------------------ | ------------------ | ------------------ | ----------- | ----------- | ----------- | ------ | ------ | ------ |
| 2023            | Sarmiento (J)   | PD              | 23         | 2          | CA+CdL          | 9+1             | 0               |                    | -                  | -                  |             | -           | -           | 33     | 2      |        |
| 2024            | Sarmiento (J)   | PD              | 0          | 0          | CA+CdL          | 1+10            | 0               |                    | -                  | -                  |             | -           | -           | 11     | 0      |        |
| Totale carriera | Totale carriera | Totale carriera | 23         | 2          |                 | 21              | 0               |                    | -                  | -                  |             | -           | -           | 44     | 2      |        |